# Abdullatif Abdulhamid
Abdullatif Abdulhamid (Homs, 5 gennaio 1954 – Damasco, 15 maggio 2024) è stato un regista e sceneggiatore siriano.

## Biografia
Nacque a Homs, in Siria, il 5 gennaio 1954. Nel 1981 si diplomò alla Scuola di cinema di Mosca. Iniziò a lavorare come sceneggiatore e in seguito come regista: i suoi lungometraggi, a partire da The Nights of Jackal, selezionato a Rotterdam nel 1991, ottennero numerosi riconoscimenti in festival di tutto il mondo. Nel 2010 uscì il lungometraggio September Rain, presentato alla 21ª edizione del Festival del cinema africano, d'Asia e America Latina di Milano.
Morì a Damasco il 15 maggio 2024 all'età di 70 anni.

## Filmografia
- The Nights of Jackal, 1988
- Oral Messages, 1991
- The Ascent of the Rain, 1994
- The Spirit Breeze, 1998
- Qamaran and Zeitouna, 2001
- Listeners' Choice, 2003
- Out of Coverage, 2007
- September Rain, 2010